# Bjarne Bø
Bjarne Bø, född 3 april 1907 i Skjeberg, död 9 augusti 1998 i Oslo, var en norsk skådespelare.
Han debuterade 1929 som Sjur i Ove Ansteinssons Hu Dagmar på Bjørnevik Teater. Han var anställd vid Nationaltheatret 1935–1949, Folketeatret 1952–1959 och Oslo Nye Teater 1959–1977. Han spelade en mängd olika roller i klassiska och moderna komedier och realistiska skådespel, och medverkade även i film. Han var också en älskad uppläsare av folksagor.

## Filmografi
Efter Internet Movie Database:
- 1938 – Det drønner gjennom dalen
- 1938 – Ungen
- 1939 – Gryr i Norden
- 1941 – Gullfjellet
- 1941 – Den kärleken, den kärleken!
- 1942 – Nordlandets våghals
- 1942 – Herre med mustasch
- 1943 – Den nye lægen
- 1946 – På kant med samhället
- 1946 – Jag var fånge på Grini
- 1949 – Svendsen går videre
- 1950 – To mistenkelige personer
- 1951 – Kvinnan bakom allt
- 1951 – Storfolk og småfolk
- 1953 – Skøytekongen
- 1955 – Polisen efterlyser
- 1959 – Jakten
- 1967 – Musikanter
- 1968 – Olsenbanden och guldstatyetten
- 1968 – Smuglere